# 수원 KT 소닉붐
수원 KT 소닉붐(영어: Suwon KT Sonicboom)은 대한민국의 프로 농구단이다. 1997년, 광주 나산 플라망스로 창단하여 2003년 11월 KTF에 인수되었으나 2009년에 KTF가 KT와 합병됨에 따라 현재의 팀 이름으로 변경했다.
홈 구장은 수원KT소닉붐아레나이다. 10개 구단 중에서 팀 이름이 가장 많이 바뀐 팀이고, 연고지도 광주와 여수와 부산을 거쳐 수원에 정착했다.

## 연혁
- 1997 ~ 1999 :  광주 나산 플라망스
- 1999 ~ 2000 :  광주 골드뱅크 클리커스
- 2000 ~ 2001 :  여수 골드뱅크 클리커스
- 2001 ~ 2003 :  여수 코리아텐더 푸르미
- 2001 ~ 2003 :  부산 코리아텐더 맥스텐
- 2003 ~ 2009 :  부산 KTF 매직윙스
- 2009 ~ 2021 :  부산 KT 소닉붐
- 2021 ~ 현재 :  수원 KT 소닉붐

## 역사

### 광주 나산 플라망스
1997년 프로농구 불참을 선언한 기업은행 농구단 선수 12명과 외국인 선수 에릭 이버츠, 에릭 텔리를 포함한 14명으로 선수단을 구성하고 초대 감독으로 현대산업개발 여자 농구단의 감독을 역임한 황유하를 선임하여 광주광역시 서구 화정동 염주종합체육관을 홈 구장으로 사용하였다.
첫 시즌에서는 한 경기 평균 32.24득점에 10.32리바운드를 기록한 센터 에릭 이버츠의 골밑 장악과 슈팅 가드 김상식의 폭발적인 3점포, 이민형, 김현국 등 토종 포워드들의 끈끈한 수비를 앞세워 5위(8승 13패)로 6강 플레이오프에 진출했으나 준 플레이오프에서 대구 오리온스에게 1승 4패로 무너진다. 하지만 황유하 감독과의 불화로 김남기 코치가 시즌 중 해임됐다.
이듬해인 1997~1998 시즌에는 새 코치인 김태영을 영입하고 이버츠와의 재계약을 포기하였다. NBA 출신의 아도니스 조던과 펀드매니저 경력을 가지고 있던 브라이언 부루소를 영입했으나 부루소의 부실한 공격력(19.29득점, 11.63리바운드)과 조던이 손등골절상으로 11경기를 결장한 것이 화근이 되어 7위(21승 24패)로 6강 플레이오프 진출에 실패한다.
1998~1999 시즌에 군산 월명 체육관에서 일부 경기를 치르고 시설이 좋지 않은 염주종합체육관에서 군산월명체육관으로 홈 경기장을 옮겼다. 연고지 광주는 명목상에 불과하게 되었다. 그러나 모기업인 나산이 최종 부도처리되며 연습 경기장을 매각하고 주포 김상식을 SBS 스타즈에 트레이드하는 등 재정난을 겪은 끝에 초반부터 대구 오리온스와 꼴찌다툼을 벌였다. 결국 9위(13승 32패)로 시즌을 마감했으며 시즌 이후 벤처기업인 골드뱅크(이후 코리아텐더로 변경)에 구단이 매각되어 역사의 뒤안길로 사라졌고, 전라남도 여수시로 연고지를 완전히 이전하여 광주광역시에서는 남자 프로농구를 볼 수 없게 되었으며 한때 금호그룹 제일제당 롯데가 인수 물망에 올랐으나 여유가 없었던 점(금호) 호남 기업이 아니란 점(제일제당 롯데) 탓인지 좌절됐다. 그러나 코리아텐더도 자금난을 겪은 끝에 2003년 말 KT에 인수되어 현재의 수원 KT 소닉붐에 이르고 있다.

### 나산 이후부터 코리아텐더까지
1999년 나산의 부도로 골드뱅크에 매각되어 골드뱅크 클리커스라는 팀명으로 바뀌었다. 이 농구 팀은 군산 월명 체육관과 여수흥국체육관에서 임시 홈 경기를 진행했다. 그러다 2000년 전라남도 여수시의 진남 체육관(여수진남체육공원 내)으로 홈 경기장을 옮겼고, 2001년 코리아텐더 푸르미로 팀명을 변경하였다. 2002-03 시즌에는 여러 가지 악조건이 따라 붙었다. 우선, 자금난이 큰 불편함이었다. 2001-02 시즌까지 감독이었던 진효준 감독이 팀을 이끌었지만 성적 부진으로 사퇴하였고, 외국인 선수에서도 국내에서 이미 실력이 검증되었던 에릭 이버츠와 안드레 페리로 팀을 이끌었다. 하지만 KBL에서 빌린 자금 8억원을 겨우 갚았지만, 팀 운영 자금이 부족했다. 결국 전형수를 울산 현대모비스 피버스로 트레이드했고 김정인과 현금 2억 5천만원을 받았다. 그리고 코치 없이 이상윤 감독대행의 지휘 하에서 시즌을 이끌었고, 숙소가 없어 33평짜리 아파트 2채를 숙소로 썼다. 이 당시, 한 쪽 화장실이 다 차면 다른 한 쪽 화장실로 가서 써야 했고, 전용 연습 경기장과 웨이트 트레이닝을 할 시설조차 없어서 고등학교 체육관 및 동네 헬스장에 가서 채워야 했다. 정규리그에서도 1·2라운드에 잘 나가다가 3·4라운드에서 하향세를 그리더니 5라운드에서 6연승을 달리며 28승 26패로 정규리그 4위를 차지, 6강에선 서장훈이 있는 서울 삼성 썬더스를 꺾고 4강에 갔지만, 4강에서 1위 고양 오리온 오리온스의 김승현-마커스 힉스 조합을 못 이겨 결승 진출에 실패했다.
시즌 후 시민 구단으로 재탄생하려고 했지만, 여수시의 반대로 무산되었으며 한때 CJ가 구단을 인수할 뻔 했으나 단순 하마평에 그쳤다. 급기야 해체설까지 나돌기도 했으나, 여수 시민들은 더 나은 곳에서 하려면 여수에서 떠나기를 기원했다. 때마침 2001년에 기아자동차 농구단의 제적사가 현대모비스로 변경되어 울산 모비스 피버스의 창단과 동시에 부산광역시에서 울산광역시로 연고지 이전을 하게 되자 2003년 전라남도 여수시에서 부산광역시로 옮겨 정착하게 되었는데 부산은 해당 구단 인수설이 돈 CJ제일제당 공장이 있다. 이상윤 감독대행은 2003년 시즌 후 서울 SK 나이츠의 감독으로 선임되어 팀을 떠났고, 2003-04 시즌 전 상무 농구단 감독이었던 추일승이 감독으로 부임하였다. 2003-04 시즌 초반에는 부산 코리아텐더 맥스텐이라는 팀 명칭을 썼다가 2004년 1월 18일 KTF에 인수되면서 부산 KTF 매직윙스로 창단되었다.

### KTF 창단 이후
2004년 1월 18일 코리아텐더라는 이름을 벗고 KTF라는 이름을 썼다. 첫 시즌엔 정규리그 8위로 마감하였다.

#### 새로운 시작, 2004~2005 시즌
유난히 용병 농사가 잘 되었던 시즌이었다. 애런 맥기와 게이브 미나케의 활약으로 시즌 초반에는 상위권까지 갔고, 중후반부에 단테 존스의 안양 KGC인삼공사와 상승세를 탄 전주 KCC 이지스에 밀렸지만 4위로 KTF 창단 첫 6강에 진출했다. 그러나 미나케의 부상으로 서울 삼성 썬더스에 2전 전패로 4강 플레이오프 진출은 실패했다.

#### 세대교체의 시점, 2005~2006 시즌
KTF는 세대교체가 많았다. 이 시즌엔 세대교체의 시점이 되었다. 현주엽이 FA로 창원 LG 세이커스로 떠나고 원주 동부 프로미에서 신기성이 FA로 이적하였다. 또한 송영진을 현주엽의 보상선수로 데리고 왔다. 그리고 시즌 중, 서울 SK 나이츠에서 황진원, 조상현을 영입하고 김기만, 정락영, 방성윤을 보냈다. 그리고 마크 셀리어스의 대체 용병으로 205cm의 키와 150kg 몸무게의 나이젤 딕슨을 영입하여 팀은 급격히 상승하였다. 하지만 시즌 막판에 딕슨이 무릎 부상으로 퇴출되었고, 팀은 6강에 갔지만, 전주 KCC 이지스에게 2:0으로 졌다.

#### 최고의 시즌, 2006-07 시즌
2006-07 시즌을 앞두고 금정체육관에서 사직실내체육관으로 홈 구장을 이전했다. 그리고 숙소도 부산으로 이전하였다. 거기다 조상현이 창원 LG 세이커스로 이적하고, 필립 리치를 영입했다. 창원 LG 세이커스와 2위 다툼을 벌이다 3위로 밀려났지만, 3년 연속 6강에 진출했다. 여기서 끝이 아니다. KTF 창단 첫 플레이오프 승리, 첫 4강 진출, 그리고 첫 결승 진출하는 기염을 토하기도 했다. 비록 이 시즌에서 울산 모비스 피버스에게 우승을 넘겼지만, 쉽게 끝낼줄 알았던 결승은 7차전까지 갔었다. 시즌 개막 전, 꼴찌 후보로 손꼽힌 KTF는 이 시즌이 최고의 시즌이 되었다.

#### 비운의 시즌, 2007-08 시즌과 2008-09 시즌
2007년 안양 KGC인삼공사에서 양희승을 얻고 황진원, 옥범준을 보냈다. 거기다 조동현, 최민규, 진경석이 제대, 박세원, 김영환, 박상오, 허효진 등을 영입하여 우승후보로 손꼽혔지만, 선수들의 줄부상으로 8위로 떨어졌다. 2008-09 시즌에도 역시 부상 고질병으로 인해 팀 사상 처음으로 꼴찌라는 달갑지 않는 성적을 냈다.

### kt 소닉붐

#### 전창진 시대의 시작, 2009-10 시즌
추일승 감독이 2009년을 끝으로 계약이 만료되어 물러났다. 그리고 원주 동부 프로미에서 계약이 만료된 전창진 감독을 영입하여 취임하게 되고, 상무에서 조성민과 김도수가 제대했다. 거기다 팀 이름도 모기업인 KTF와 KT의 합병으로 인해, 부산 KT 소닉붐으로 이름을 바뀌게 되었다. 40승 14패를 기록하고도 선두 울산 모비스 피버스에 득실차에 밀려 정규 리그 준우승을 했다. 나산의 프로 진출 이후 여러 팀명으로 바뀐 끝에 창단 첫 정규 리그에서 준우승하며 정규 리그 최고 시즌이 되었다. 스타가 없는 KT에서 작년 시즌 꼴찌에서 정규 리그 준우승을 이루었다. 하지만 플레이오프에서 전주 KCC 이지스에게 1승 3패로 4강에서 떨어지고, 2위 팀의 플레이오프 징크스를 깨지 못하였다.

#### 창단 첫 우승, 그리고 신 기록 달성 2010-11 시즌
FA로 풀린 신기성이 KT와 재계약하길 원했지만, 전창진 감독은 세대교체를 위해 계약을 받아들이지 않았다. 결국 신기성은 인천 전자랜드 엘리펀츠로 이적을 하고, 대신 같은 FA 신분인 표명일과 박성운을 각각 원주 동부 프로미와 서울 SK 나이츠에서 영입하였다. 그리고 2009-10 시즌 외국인 선수상을 수상한 제스퍼 존슨의 재계약도 수락되었다. 10개 구단 중 평균 신장이 가장 작은 상태에서 2m가 넘는 선수는 찰스 로드 한명 뿐이고 에이스 제스퍼 존슨 마저 2011년 2월 27일 부상으로 전치 8주 판정을 받으며 시즌아웃 되었지만, 장신 군단의 인천 전자랜드 엘리펀츠와 전주 KCC 이지스, 원주 동부 프로미, 서울 삼성 썬더스와 선두권 경쟁을 하고 있음에도 불구하고 꿋꿋이 1위를 지켰다.
2011년 3월 13일에 있었던 원주 동부 프로미와의 경기에서 87-67로 이겼는데, 이 때 2위 전자랜드는 모비스한테 75-72로 패했다. 이 동시에 전자랜드는 7연승에 좌절했고, 부산 KT는 전신이었던 광주 나산 플라망스 창단 이래, 처음으로 정규리그 우승을 확정이었고, 부산을 연고지로 하는 프로스포츠팀 중 14년 만에 우승팀이 나오게 되었다.
2011년 3월 20일 모비스와 경기에서 80대 65로 이기면서, 41승 13패로 대한민국 프로농구에서 신기록 달성했다.
그리고 박상오는 정규리그 MVP와 베스트5를 수상하였고, 전창진 감독은 2년 연속 감독상을 수상하였으며, 조성민 또한 베스트5를 수상하였다.
비록 플레이오프에서는 원주 동부 프로미에게 1승 3패로 패배하면서 챔피언 결정전 진출에는 실패하였지만, KT 팬들은 아이패드로 섹션 카드를 만드는 등, 관중들의 열기가 한창 더 올랐으며, 농구계의 새로운 응원문화를 만들기도 했다.

#### 2011-12 시즌
지난 시즌과 마찬가지로 선수의 변화가 거의 없었다. 다만 시즌 막바지에 김영환이 상무에서 전역하고, 부상에서 돌아온 김도수도 재활훈련을 한 뒤에 정상적인 컨디션을 되찾았다. 그리고 지난 시즌 뛰었던 찰스 로드가 재계약을 맺었다.

#### 비운의 최악 2012-13 시즌
포인트가드를 보강하기 위해 창원 LG 세이커스와의 2:2 트레이드(김현중, 오용준-양우섭, 김영환)를 단행했고 국보센터 서장훈을 영입했다. 박상오를 서울 SK 나이츠로 보내고 드래프트 1라운드픽을 얻었으며 1라운드 1순위로 장재석을 신인으로 맞이했다.
2012-2013시즌은 주측선수 박상오, 김영환, 양우섭, 찰스 로드 공백 부상선수들이 많은 시즌이 었음으로 창단 최초로 9위로 시즌을 마감했다.

#### 또다시 4강의 문턱을 넘지 못하다, 2013-14 시즌
2013-2014 시즌 시즌중 고양 오리온스와의 4:4트레이드를 단행했다. 대상은 장재석(센터), 임종일(포워드), 김도수(포워드), 앤서니 리처드슨(포워드)-전태풍(가드), 김승원(포워드), 김종범(포워드), 랜스 골번(포워드)이며 트레이드 과정에서 김도수(포워드)선수가 약물복용 혐의로 인해 9경기 출장정지를 받자 고양 오리온스에서 보상을 요구했다.
2014년 1월 29일 전주 KCC 이지스전에서 조성민 이 자유투 연속성공 56개 신기록을 세웠다.
2013-2014시즌 5위로 플레이오프진출 6강에서 인천 전자랜드 엘리펀츠 상대로 5차전 끝에 이겼으나 4강플레이오프 창원 LG 세이커스를 상대로 체력 저하로 인해 플레이오프 징크스를 떨쳐내지 못했다.
시즌 막바지 랜스 골번(포워드) 대신 안양 KGC인삼공사에서 뛰었던 후안 파틸로(포워드)를 영입했다. 허나 파틸로는 개인플레이로 팀을 망쳤다.

#### 전창진 시대의 마감, 2014-15 시즌
2014~2015시즌에서는 7위로 2년만에 플레이오프 진출에 실패했다.
KT의 창단 첫 정규리그 우승의 주역이었던 전창진 감독과 김승기 수석코치 및 손규완 코치는 6년만에 팀을 떠나게 되었고 송영진은 은퇴 이후 수석코치를 맡게 된다.

#### 역대 최대 시련의 조동현 암흑기
2014~2015시즌 종료 후 2015년 5월에 울산 현대모비스 피버스의 조동현 코치를 정식 감독으로 선임하였다.
KT는 창단 이후 첫 팀 출신 사령탑이 지휘봉을 잡게 된다. KTF-kt 선수 출신 겸 주장이었던 조동현 모비스 코치를 선임하게 된다.
2015-2016 시즌 7위로 가능성을 보였다.
그러나, 그 이후 기약없는 암흑기로 빠지게 된다.
전임 전창진 감독 시절 말년부터 전력보강에 실패하더니 주축 선수들의 누적된 부상으로 인해 2년 연속 12연패를 당하게 된다.
결국 2016-2017 시즌에는 김영환과 2017 KBL 드래프트 1순위를 맞교환하며 KTF-kt 11년 프랜차이즈 슈터 스타였던 조성민을 내놓게 된다.
1년뒤 2017 KBL 드래프트 1순위와 2순위가 모두 걸리면서 유망주인 허훈과 양홍석을 모두 지명하면서 포지션이 겹치는 kt 프랜차이즈 스타 후보였던 이재도마저 내주게 된다.
2017-2018 시즌 창단 최저 성적이었던 10승 44패와 함께 조동현 감독은 쓸쓸히 지휘봉을 내려놓게 된다. 같이 보좌했던 KTF-kt 10년 프랜차이즈 스타였던 송영진 수석코치마저 정들었던 팀을 떠나게 된다.

#### 새로운 선장인 서동철 시대와 부산 사직에서의 마지막 리즈
WKBL KB 스타즈를 결승에 올리면서 여자농구대표팀 감독을 역임했던 서동철 감독이 지휘봉을 잡게된다.
젊은 선수들이 많은 바람에 리더인 김영환 선수를 중심으로 허훈 선수와 양홍석 선수의 성장을 목표로 로스터를 대폭 개편하게 된다.
준수한 외국인과 팀 포지션 밸런스를 맞추면서 3년 연속 6위와 두번의 6강 플레이오프에 올리면서 침체기에서 벗어나게 된다.
특히 2019-2020 시즌 농구영신 게임에서 모처럼 부산 사직체육관은 많은 관중들이 찾으면서 승리를 맛보게 된다.
하지만, 2020-2021 시즌을 끝으로 구단과 팀은 부산 사직을 떠나게 되며 kt 스포츠단은 결국 전창진 감독 시절부터 이어진 부산사직체육관 대관료 문제와 수원에 있는 클럽하우스인 kt 빅토리움과 형제 야구팀인 kt 위즈와의 연계문제로 인해 결국 충격적인 연고이전을 단행하게 된다.
농구 팬들은 10년전 오리온 오리온스가 했던 연고이전보다 더한 비난을 했고 kt 불매 운동 및 부산 농구 팬들은 큰 상처를 받게 된다.

#### 부산을 떠나 수원으로
2017년 3월 9일에 KBL은 연고지 정착 정책을 발표했다. 이 정책은 모든 프로농구단이 연고지에서 훈련과 업무를 진행해야 한다는 내용이 담겨 있었고, 이에 kt는 스포츠단 숙소가 있는 경기도 수원시로 연고지를 이전하기로 했다. 홈 구장은 예전에 아마추어 대회와 여자농구에서 OK 저축은행 읏샷이 임시로 홈 경기를 하면서 농구 경기를 치른 이력이 있는 서수원칠보체육관으로 옮기기로 했다.
이 조치로 kt가 떠나게 되자, 사직실내체육관은 WKBL 부산 BNK 썸의 홈 구장으로 변경됐다. 부산 농구 팬들은 큰 충격과 분노를 표시하면서 WKBL BNK 썸의 팬으로 고이거나 옛 정을 못잊은 일부 부산 농구 팬과 인근의 창원 팬은 선수들이 안타까워서 잠시 응원하게 되면서 팬들마저 양분으로 나누어지게 된다. 심지어는 지방구단인 대구 한국가스공사 페가수스나 원주 DB 프로미 및 전주 KCC 이지스를 응원하는 부산 농구 팬들이 생기기도 했으며 옛 정을 못 잊어서 영상으로 응원하는 팬들이 있다.
이와는 별개로 KBL 리그 최고 인기스타인 허훈 선수와 양홍석 선수의 팬들이 여전했으며 수원에도 이들을 보러가는 농구 팬들이 있었다.
2021-2022 시즌 수원 이전 첫해 정규리그 2위를 기록했다.
하지만, 2022-2023 시즌에는 허훈의 상무 입대 공백과 외국인 문제로 인해 6강 플레이오프에서 탈락했다.
이후 kt는 서동철 감독과의 5년 동행을 마무리하고 팀 프랜차이즈 출신 주장이었던 송영진 수석코치를 감독으로 승격했다.

### 역대 감독 연혁
| 순번 | 재임 기간           | 이름   |
| ---- | ------------------- | ------ |
| 1대  | 1997.2.1-2000.1.24  | 황유하 |
| 2대  | 2000.5.17-2002.5.31 | 진효준 |
| 3대  | 2003.6.24-2009.4.22 | 추일승 |
| 4대  | 2009.4.23-2015.3.19 | 전창진 |
| 5대  | 2015.4.7-2018.4.5   | 조동현 |
| 6대  | 2018.4.6-2023.4.13  | 서동철 |
| 7대  | 2023.4.14-          | 송영진 |
| 8대  | 2025                | 문경은 |

## 우승 기록

### 국내 대회

#### 리그
- KBL 챔피언 결정전
  -  준우승 (2): 2006-07, 2023-24
- KBL 정규리그
  -  우승 (1): 2010-11
  -  준우승 (2): 2009-10, 2021-22

#### 컵
- KBL 컵대회
  -  우승 (1) : 2022

## 응원단
- 아나운서 : 김영호
- 응원단장 :
- 치어리더 :신세희 치어리더 팀장 김진아

김한슬 김해리 이금주 윤지나 조예린 정유진
이예빈 강민경 김정원 박예빈 이경민

## 광주나산플라망스
1. ↑  이병모 (1999년 6월 2일). “IMF 구단 '해법'도 말랐다-쌍방울·나산”. 국민일보. 2023년 12월 11일에 확인함.
2. ↑  손병호 (2003년 7월 18일). “‘아니면 말고’식 증시풍문 홍수”. 국민일보. 2023년 12월 11일에 확인함.
3. ↑  손병호 (2003년 7월 18일). “‘아니면 말고’식 증시풍문 홍수”. 국민일보. 2023년 12월 11일에 확인함.
4. ↑  “[기업 신성장 동력 녹색산업―CJ] 환경부 탄소성적표지 사업 적극 동참”. 국민일보. 2009년 7월 22일. 2023년 12월 11일에 확인함.
5. ↑  KBL, 선수 연고제 시행·합숙소 폐지 - 뉴스1
6. ↑  KT 농구단 놓친 부산시 ‘뒤늦은 행보’ “야구·축구·여자농구는 무조건 잡아라” - 경향신문